# Jacques Marquette
Padre Jacques Marquette (Laon, 1º giugno 1637 – Ludington, 18 maggio 1675) è stato un gesuita, missionario ed esploratore francese.

## Biografia
Jacques Marquette era il sesto figlio di Nicolas Marquette de La Tombelle, consigliere eletto a Laon, e di Rose de La Salle. Di famiglia molto devota, nacque in lui la vocazione apostolica. Dopo i suoi studi nelle scuole di Laon, Jacques Marquette entrò a diciassette anni nella Compagnia di Gesù. Dopo aver lavorato ed insegnato in Francia, a ventinove anni venne ordinato prete e venne sollecitato ad evangelizzare i nativi del Nordamerica.
Marquette sbarcò dal porto di La Rochelle agli inizi di giugno del 1666 e arrivò a Québec il 20 settembre. Passò un anno a Trois-Rivières a studiare le lingue degli amerindiani; nel 1673 arrivò a parlarne una mezza dozzina. Nel 1668 raggiunse padre Claude Dablon a Sault-Sainte-Marie, nella missione in cui dipendevano circa 2000 Algonchini. Nel 1669 fondò una missione alla Pointe du Saint-Esprit e nell'estate del 1671 quella di Saint Ignace sullo Stretto di Mackinac.
Il 2 luglio 1671 pronunciò i suoi voti perpetui a Sault-Sainte-Marie.
A Saint-Ignace l'8 dicembre 1672 ricevette Louis Jolliet, il quale era incaricato dal nuovo governatore della Nuova Francia Louis de Buade de Frontenac di esplorare la valle del Mississippi alla ricerca di un passaggio diretto verso l'Oceano Pacifico. Passarono l'inverno a fare i preparativi per il viaggio. Interrogarono gli Indiani nomadi, fecero degli schizzi su carta. Verso metà maggio, i due esploratori si misero in viaggio a bordo di due canoe, accompagnati da altri cinque Francesi. La spedizione attraversò il Lago Michigan, rimontò il fiume dei Renards ed entrò in un paese sconosciuto agli Europei. Là decisero di fare marcia indietro, perché trovarono indiani ostili. Marquette si separò da Jolliet alla fine di settembre del 1673, avendo constatato che il Mississippi scorre verso sud e non verso ovest, come invece si sperava.

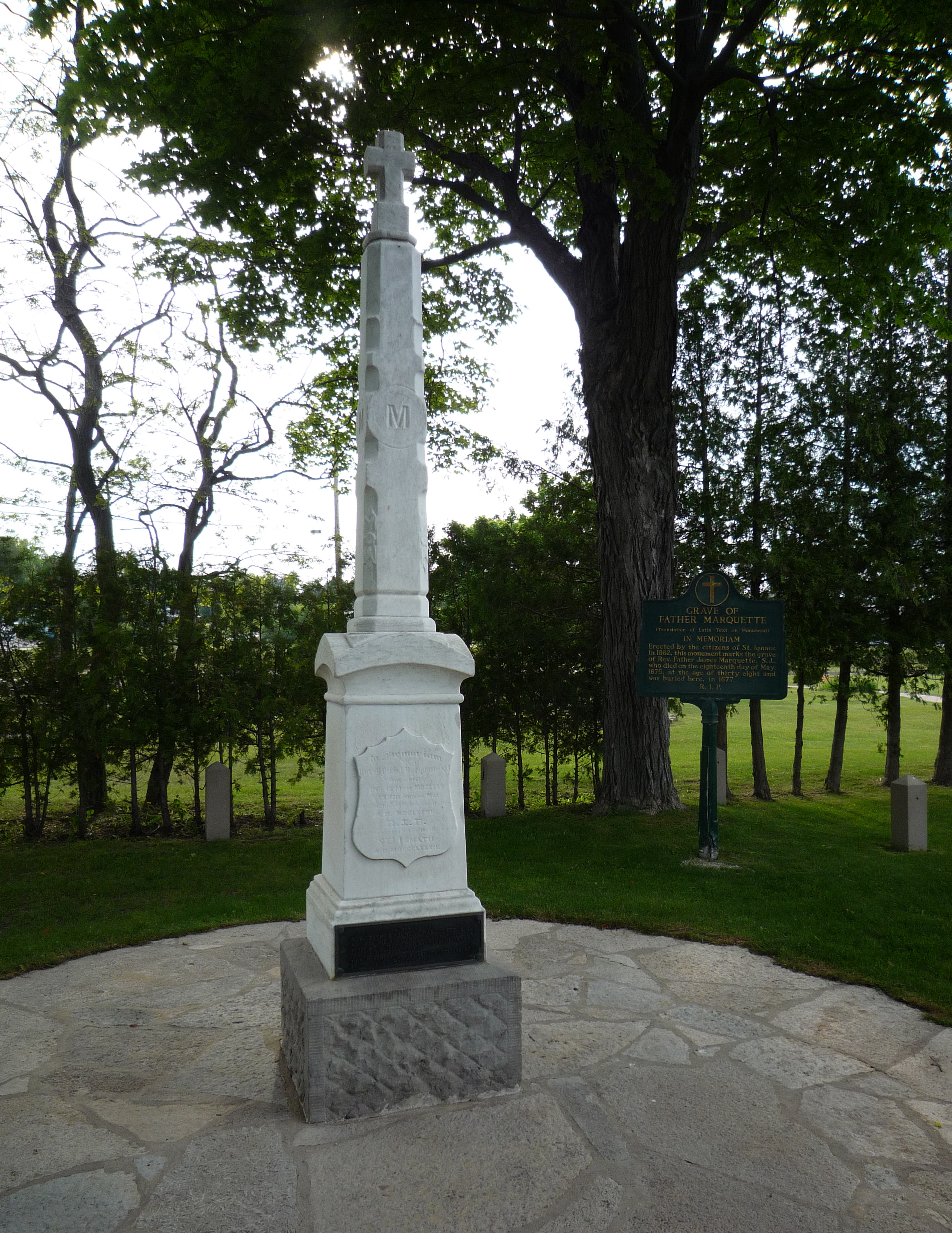
Tomba, Saint-Ignace (Michigan)

La scoperta del fiume Mississippi confortò Jacques Marquette nel suo desiderio di estendere l'influenza dei missionari verso sud e verso ovest. Nel mese di ottobre del 1674, lasciò la Baie des Puants per fondare una missione presso gli indiani Illinois. In dicembre il suo stato di salute lo obbligò a fermarsi all'altezza di Chicago, da dove ripartì il 30 marzo 1675. L'8 aprile si fermò in un villaggio, dove fondò la missione dell'Immacolata Concezione della Santa Vergine. Jacques Marquette morì il 18 maggio 1675 nelle foreste, nelle vicinanze dell'attuale città di Ludington. Aveva 38 anni. Un anno dopo i suoi resti vennero trasportati alla missione di Saint-Ignace.
Devono il loro nome a Jacques Marquette la città statunitense di Marquette e l'omonima contea nello stato del Michigan.
Infine, la compagnia ferroviaria operante nella zona dei Grandi Laghi fra il 1899 e il 1947 fu nominata Pere Marquette Railway proprio in onore di Jacques Marquette.

## Collegamenti esterni

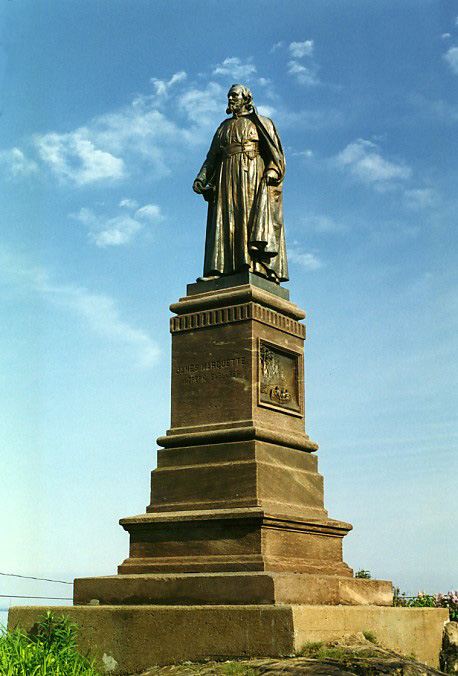
Statua dedicata a padre Marquette nella città omonima del Michigan